# Переяславське
Перея́славське — село в Україні, у Студениківській сільській громаді Бориспільського району Київської області. Населення складає 1382 осіб.

## Географія
Село Переяславське розташоване за 104 км на південно-східному напрямку від Києва, 57 км від районного центру та 29 км від центру міської громади, на березі водосховища Великий Супій. Найближча залізнична станція Переяславська. Поруч з селом пролягаєавтошлях міжнародного значення М03 (Київ — Харків — Довжанське).
Територія села складає— 997,4 га:
- земель державної власності 56,94 га
- земель комунальної власності 232,41 га
- земель приватної власності 708,05 га

Площа населених пунктів 492,49 га
- державна власність 56,94 га
- комунальної власності 232,42 га
- приватна власність 203,13 га.

## Історія
Село не позначено на мапі 1868 року. Історія села розпочалася 1898 року, коли було розпочато прокладання Московсько-Києво-Воронезької залізниці та залізниці Київ — Полтава 1901 року, на якій відкрита залізнична станція Переяславська. 
1910 - станція Переяславська Березанської волості Переяславського повіту Полтавської губернії, 38 господарств, 191 особа обох статей з найманими робітниками, 1 паровий млин.
Станом на 1911 рік на станції працювало 80 осіб (41 чоловіків та 39 жінок).
Навколо станції виникло пристанційне селище, яке початково мало назву — селище станції Переяславська. У 1965 році село отримало сучасну назву —  Переяславське. Згідно перепису 1926 року станція мала 81 господарство, де проживало 339 осіб.

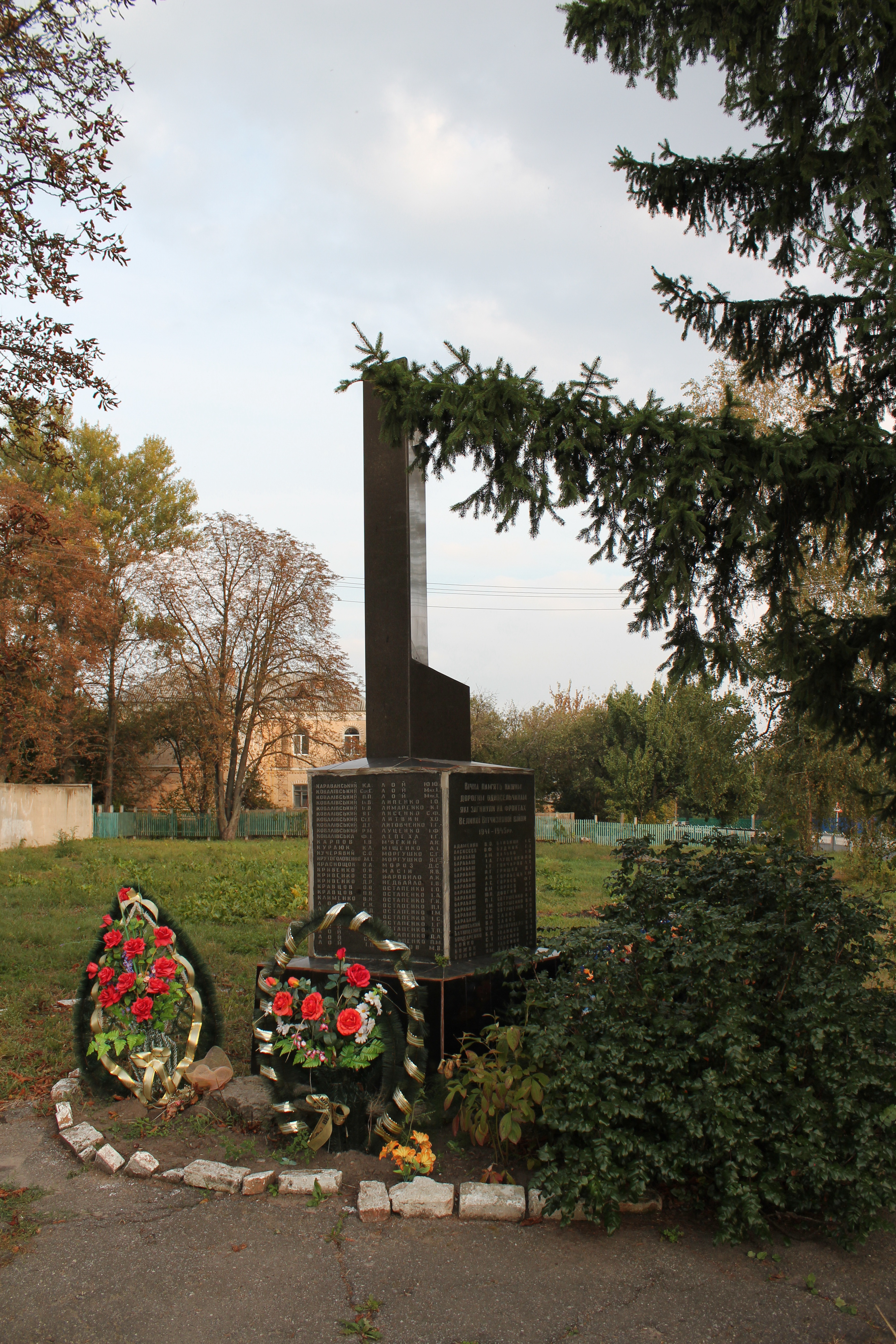
Пам'ятник воїнам-односельцям, які загинули під час Другої світової війни

За мужність і відвагу, проявлені на фронтах німецько-радянської війни в боротьбі проти німецько-нацистських загарбників, 232 жителів села нагороджено орденами й медалями радянською владою.
Біля залізничної станції Переяславська партизани загону, яким командував Герой Радянського Союзу Олександр Тканко, пустили під укіс два військові ешелони Вермахту.
4 грудня 2015 року у Переяславському Патріарший намісник митрополит Переяслав-Хмельницький і Білоцерківський Епіфаній провів освячення Михайлівського храму.
12 жовтня 2017 року, в ході децентралізації,  село увійшло до складу Студениківської сільської громади.
17 липня 2020 року, в результаті адміністративно-територіальної реформи та ліквідації Переяслав-Хмельницького району, село увійшло до складу Бориспільського району.

## Населення
Населення села становить — 1375 осіб:
- дітей дошкільного віку 81
- дітей шкільного віку 151
- громадян пенсійного віку 402
- працездатне населення 741
- кількість працюючих на підприємствах, установах, організаціях усіх форм власності та господарювання 702
- кількість дворів 689
- Кількість померлих 18
- Кількість народжених 16
- Кількість виборців 1091 осіб.

### Мова
Розподіл населення за рідною мовою за даними перепису 2001 року:
| Мова            | Кількість | Відсоток |
| --------------- | --------- | -------- |
| українська      | 1328      | 96.09%   |
| російська       | 49        | 3.55%    |
| білоруська      | 3         | 0.22%    |
| румунська       | 1         | 0.07%    |
| інші/не вказали | 1         | 0.07%    |
| Усього          | 1382      | 100%     |

## Економіка
- ВАТ «Переяславський комбінат хлібопродуктів» — виробництво готових кормів для тварин; переробка м'яса; гуртова торгівля зерном; діяльність їдалень; виробництво продуктів борошномельно-круп'яної промисловості.
- ТОВ «БРСМ-НАФТА» — гуртова торгівля паливом, роздрібна торгівля паливом.

Підприємства сільськогосподарського виробництва:
- СП ТОВ «Нива Переяславщини» — вирощування сільськогосподарської продукції, виробництво та переробка м'яса свинини.
- Фермерське господарство «Пролісок» — вирощування сільськогосподарських культур.

## Торгівля
- продуктові — 4
- промислові — 1

## Послуги зв'язку
- Кількість телефонізованих населених пунктів — 1
- Абонентів — 164
- Радіоточок — 252

## Охорона здоров'я
- Амбулаторія

## Освіта
- Середня загальноосвітня школа
- Дошкільний навчальний заклад

## Заклади культури
- Будинок культури
- Бібліотека
- Сільський стадіон

## Особистість
- Чебаненко Олександр Миколайович (1986—2015) — солдат Збройних сил України, учасник російсько-української війни (з 2014)[5].

## Галерея

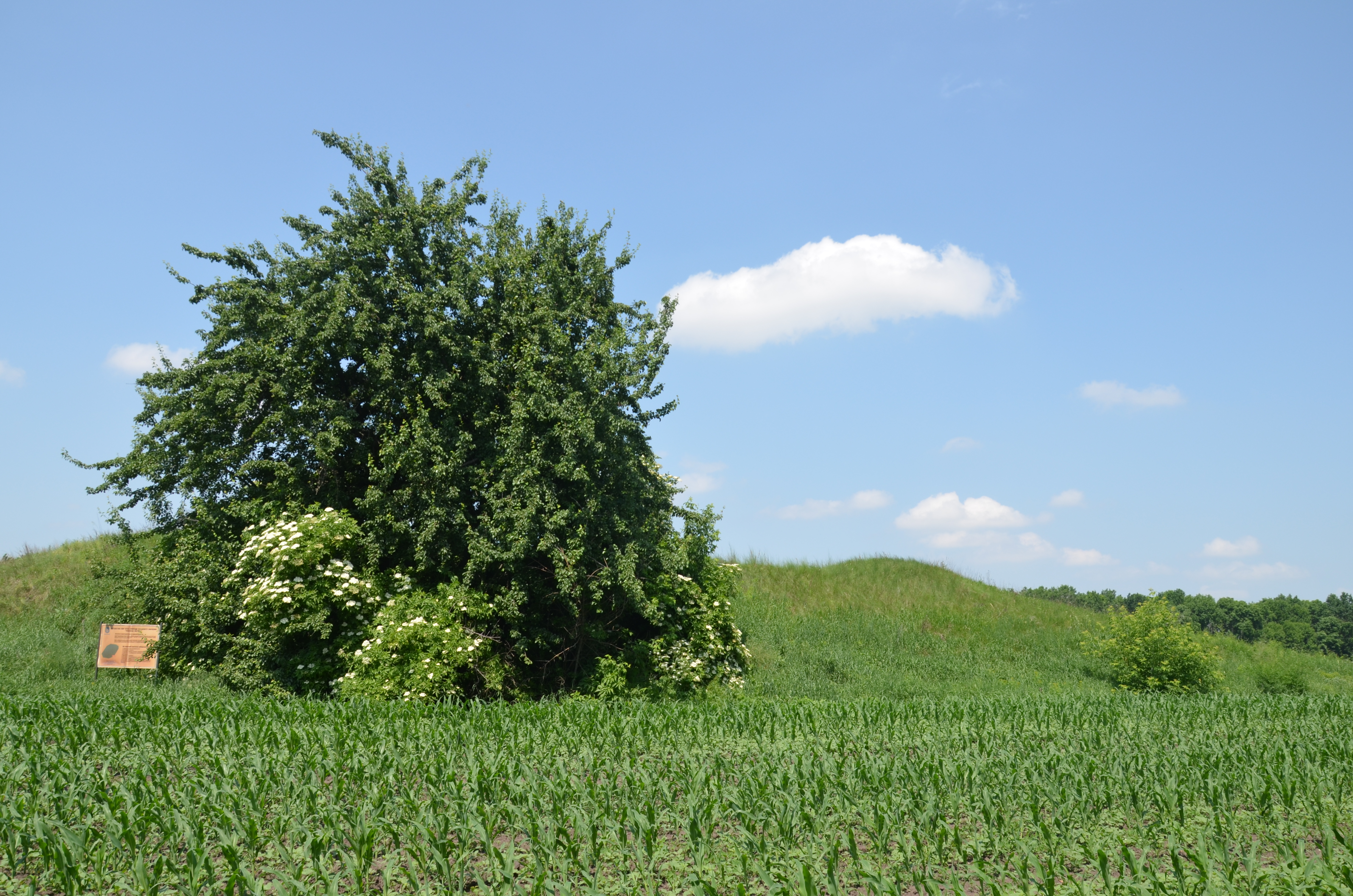
Ботанічна пам'ятка природи місцевого значення курган «Роблена могила»
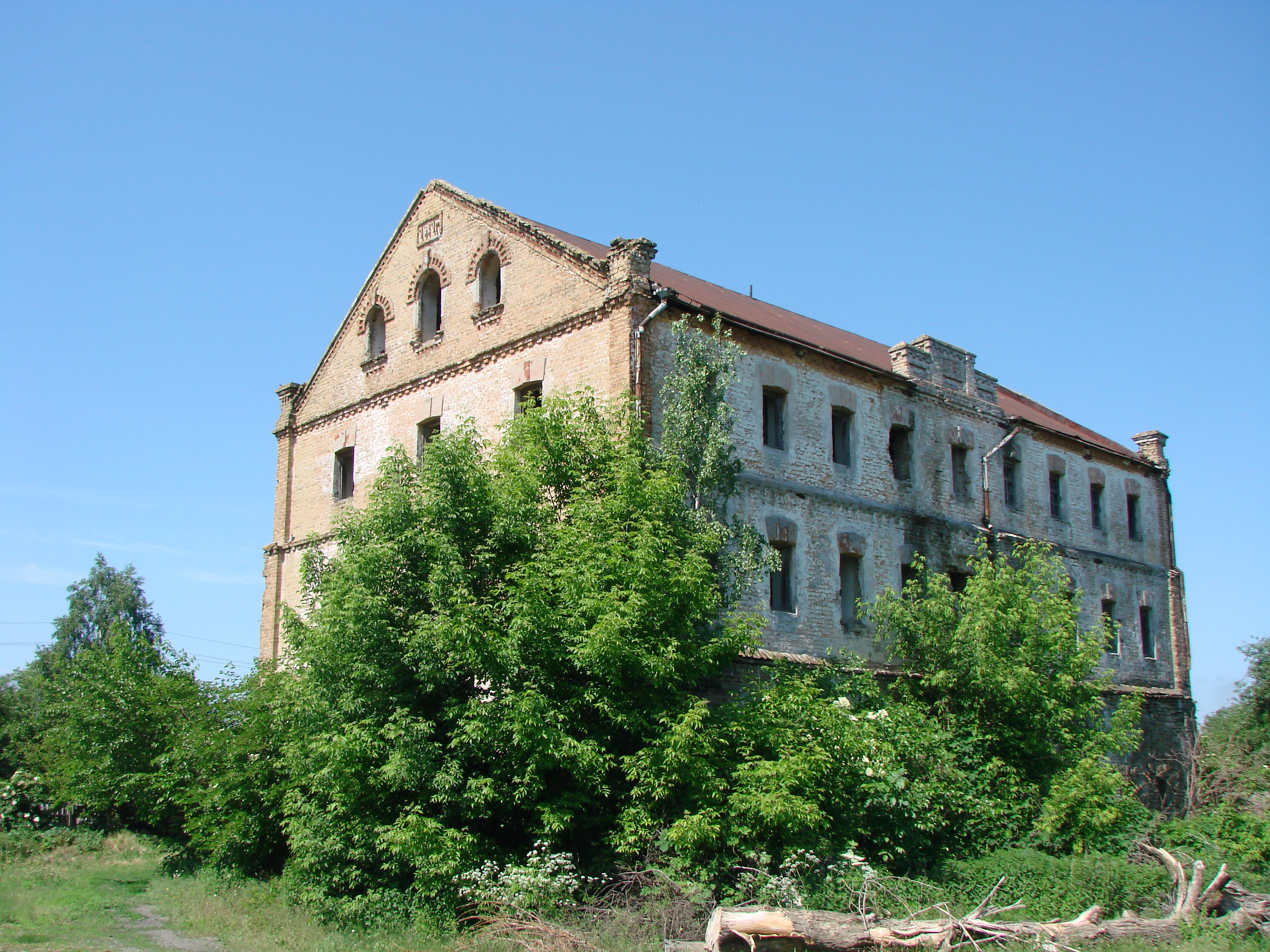
Паровий млин
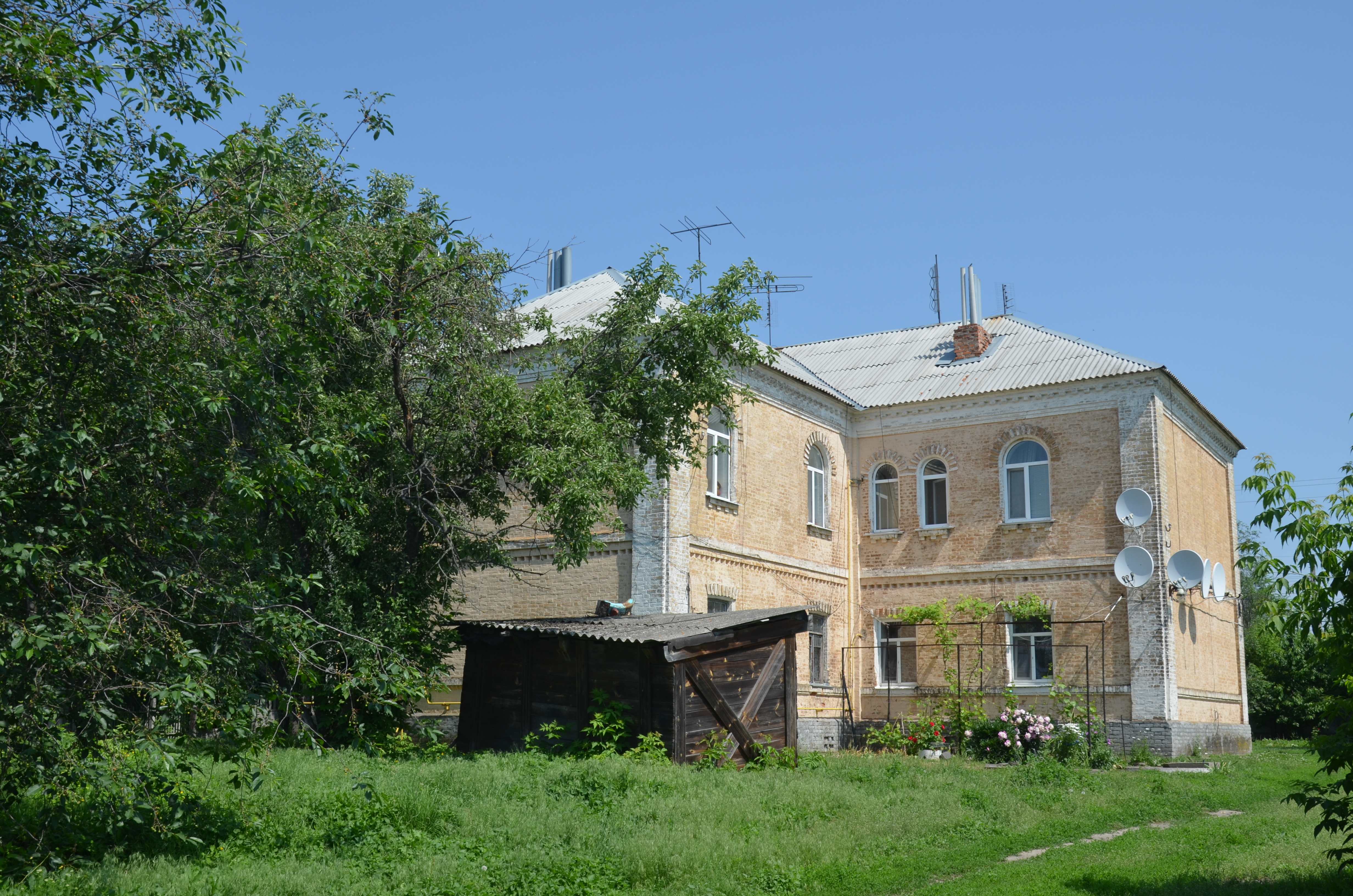
Житловий будинок залізнчників біля станції Переяславська
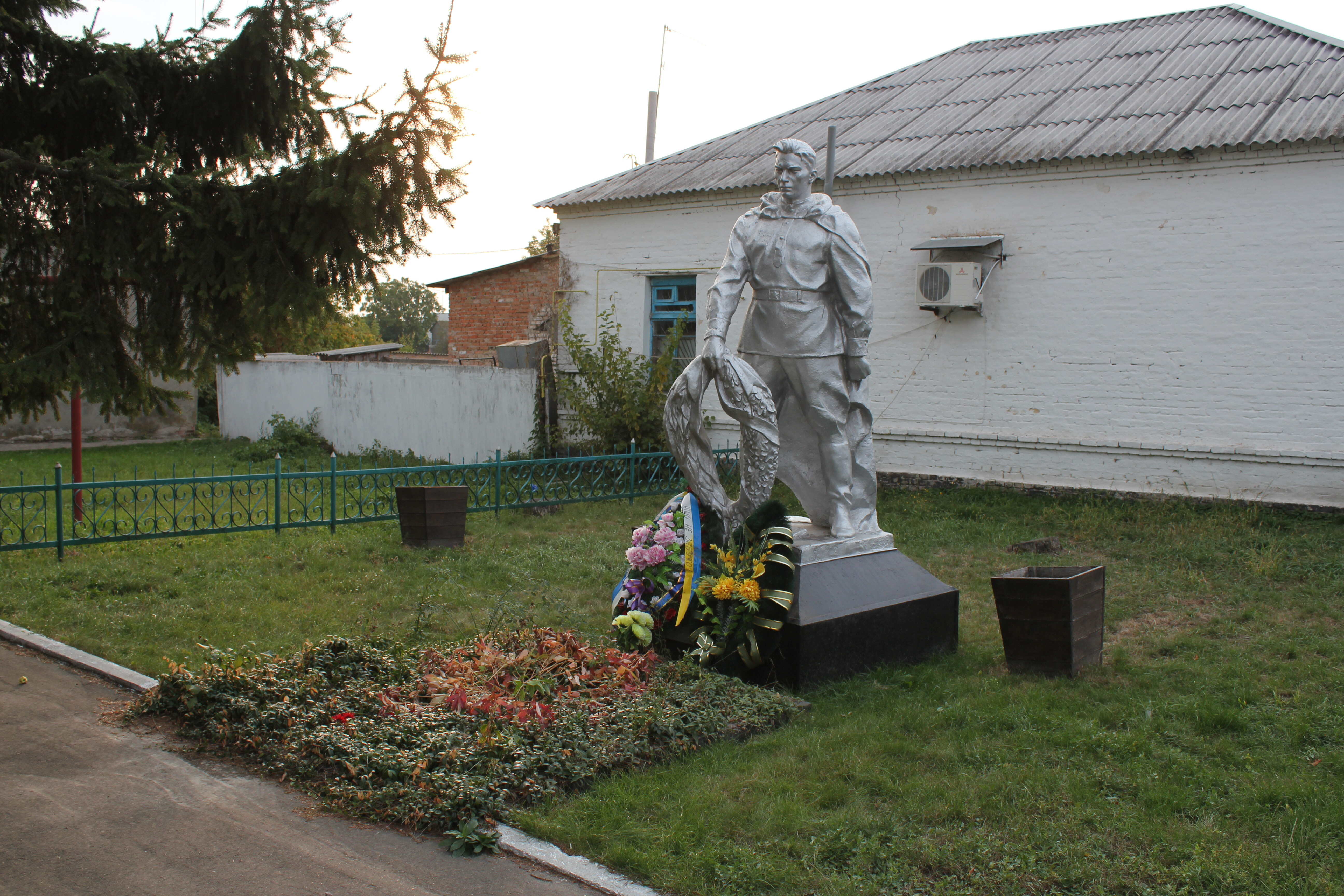
Братська могила воїнів радянської армії, які загинули під час Другої світової війни у селі Переяславське біля Привокзальної площі